# 블랙번 실링 갬빗
블랙번 실링 갬빗 또는 실링-코스티치 갬빗은 이탈리안 게임에서 파생된 체스 오프닝에 붙여진 이름으로 조셉 헨리 블랙번의 이름을 땃다. 이는 다음과 같이 시작한다.
1. e4 e5
2. Nf3 Nc6
3. Bc4 Nd4?!
이 오프닝은 때때로 20세기 초에 이 오프닝을 플레이했던 세르비아의 그랜드마스터 보리슬라프 코스티치의 이름을 따서 코스티치 갬빗이라고도 불린다.

## 역사
빌헬름 슈타이니츠는 1895년 그의 현대 체스 교본 2부의 부록에서 이 라인을 처음 언급했다. Chessgames.com에 있는 이 오프닝의 가장 오래된 게임은 1911년 뉴질랜드 선수권대회의 던롭–힉스 경기이고, 빌 월이 언급한 1912년 쾰른에서 열린 물록–코스티치 경기도 상당히 오래되었다.
4.Nxe5?로 시작하는 함정은 1987년 블랙풀 연속 라운드에서의 두 명을 포함해 계속해서 희생자를 잡았다.

## 분석
흑의 세 번째 수는 약하고 시간을 낭비하는 수이다. 슈타이니츠는 이에 대한 응수로 4.0-0 또는 4.Nxd4를 권장했다. 국제 마스터 제러미 실먼은 4.0-0 이후 백이 유리하다고 썼다(파울 케레스는 4.0-0 d6 5.Nxd4 exd4 6.c3를 "더 좋은 포지션"이라고 한다.), 4.c3 또는 4.Nc3. 그는 4.Nxd4! exd4 5.c3 d5 6.exd5 Qe7+ 7.Kf1 +/=를 가장 좋다고 추천한다. 만약 5...dxc3이면, 백은 6.Nxc3 d6 7.d4 +/− 이후 중앙에서 주도권을 잡는다. 만약 5...Bc5?이면, 흑은 6.Bxf7+ Kxf7 7.Qh5+로 폰을 잃는다(볼프강 운지커).
3...Nd4의 유일한 장점은 많은 플레이어들을 덫에 빠뜨린 함정을 놓는다는 것이다. 자연스러운 4.Nxe5? 이후, 흑은 4...Qg5!로 기물을 딴다. 이제 분명한 5.Nxf7??는 5...Qxg2에 의해 진다. 예를 들어 6.Rf1 Qxe4+ 7.Be2 Nf3#, 이는 숨겨진 체크메이트이다. 이 함정이 이 라인에 이름을 부여했다. 위대한 영국의 마스터 조지프 헨리 블랙번은 카페 방문객들로부터 게임당 1실링을 따기 위해 이것을 사용했다고 한다. 그러나 월은 블랙번이 이 라인을 플레이한 기록된 게임이 없다고 말하며 이에 의문을 제기했다.
이 오프닝은 백이 기물 손실 없이 e5의 폰을 취할 수 없기 때문에 종종 진정한 갬빗으로 간주되지 않는다. 그러나 4.Nxe5 Qg5 이후 백은 5.Bxf7+!로 플레이 가능한 게임을 유지할 수 있다. 슈타이니츠는 이 수가 "그 다음 캐슬링을 따르면, 백의 최선의 기회이며, 기물을 희생한 대가로 두 폰과 공격을 고려하면 어느 정도 유망한 것"이라고 썼다. G. 챈들러–NN, 스톡브리지 1983,은 5...Ke7 6.0-0 Qxe5 7.Bxg8 Rxg8 8.c3 Nc6로 이어졌다 (실먼은 8...Ne6 9.d4 Qf6 10.f4를 분석하며 "희생된 기물에 대한 두 폰과 공격으로 백의 보상은 의심의 여지가 없다"고 한다.) 9.d4 (=/∞ 케레스) Qa5? 10.d5 Ne5? 11.Qh5! Nf7? 12.d6+! 1–0 (13.Qxa5를 고려하여). 백의 두 폰과 굴러가는 폰 중앙은 흑의 잘못 배치된 킹과 결합하여 백에게 희생된 비숍에 대한 강력한 보상을 제공한다.
그레이엄 버제스는 3...Nd4가 "오 마이 갓!" 함정으로도 알려져 있으며, 이 함정을 완벽하게 만들기 위해 흑은 실수로 e-폰을 실수로 놓친 척하면서 이런 외침을 해야 한다고 적었다. 버제스는 이러한 행동을 비윤리적이라고 비난하며, 이 함정이 회피되면 백이 큰 이점을 얻는다고 언급했다.

## 같이 보기
- 체스 오프닝 목록
- 사람 이름을 딴 체스 오프닝 목록